# Leptobasis raineyi
Leptobasis raineyi – gatunek ważki z rodziny łątkowatych (Coenagrionidae).